# Mercado branco
O mercado branco é o mercado legal, oficial, autorizado ou pretendido para bens e serviços. O mercado branco de alguns bens, como a adoção de crianças, tem sido criticado por ser ineficiente devido à regulamentação governamental.
É distinto do mercado negro de mercadorias traficadas ilegalmente e do mercado cinza, no qual as mercadorias são distribuídas por canais que, embora legais, não são oficiais, não autorizados ou não intencionais pelo fabricante original. Às vezes, também é distinguido do mercado rosa de atividades sancionadas pelo Estado, mas imorais, como guerras de agressão, e do mercado vermelho de atividades imorais proibidas pelo Estado.